# Ремесло

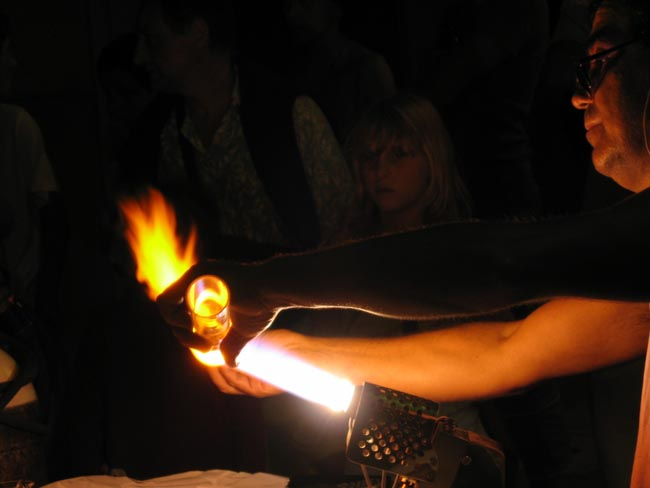
Обработка стекла

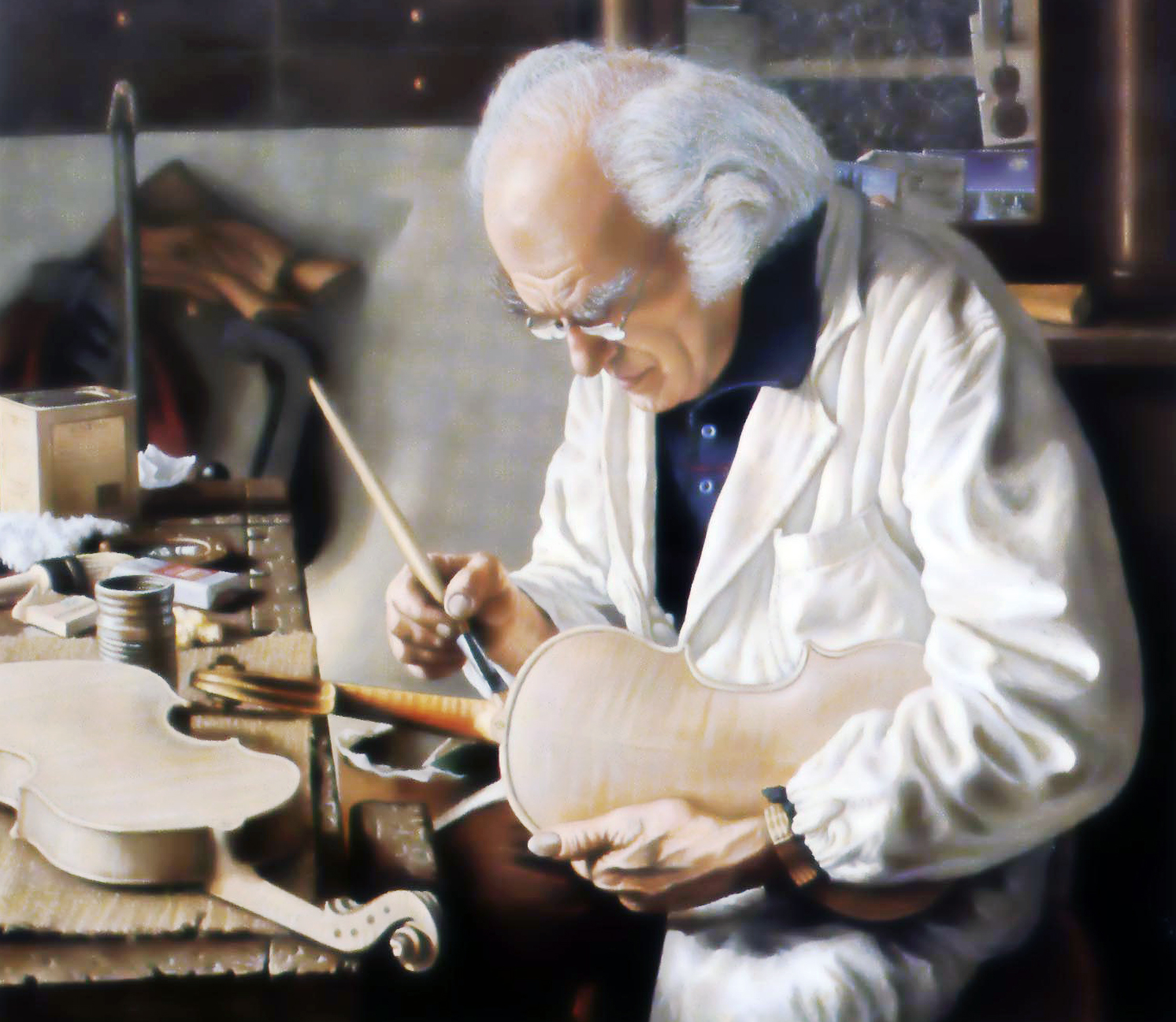
Изготовление музыкальных инструментов — скрипок

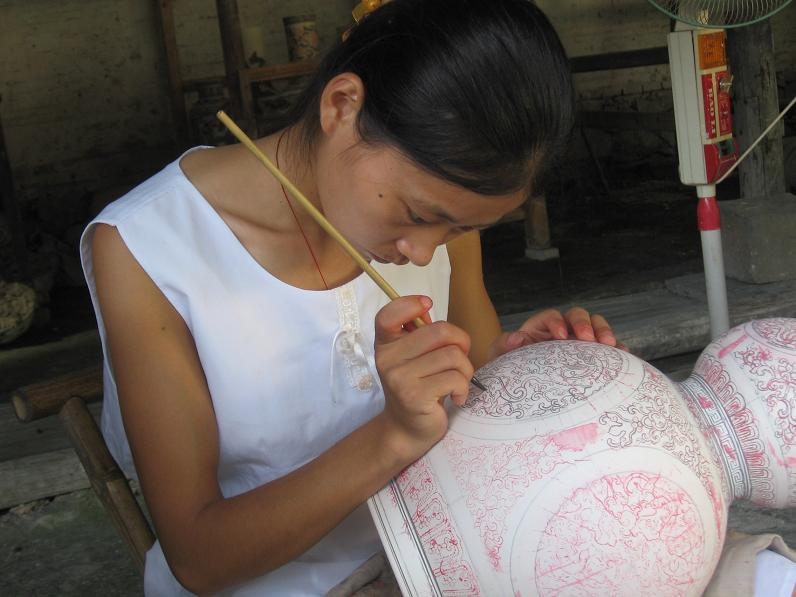
Роспись керамики

Ремесло́ — мелкое ручное производство, основанное на применении ручных орудий труда.
Ремесло возникло с началом производственной деятельности человека, прошло длительный исторический путь развития, принимая различные формы. С возникновением ремесла на заказ и особенно на рынок связано появление и развитие городов как ремесленно-торговых центров. Домашнее ремесло нередко называют домашней промышленностью (то есть производством несельскохозяйственной продукции), ремесло на заказ и на рынок — кустарной промышленностью. В русской статистической литературе нередко все ремесленники XIX—XX вв. назывались кустарями.

## История
Домашние ремёсла широко распространены на протяжении всей истории докапиталистических обществ. Сельское население производило большую часть потребляемых им ремесленных изделий. Постепенно ведущую роль стало играть ремесло на заказ и рынок. В древней Греции, древнем Риме, в странах древнего Востока имелось значительное количество ремесленников, ведущих самостоятельное хозяйство и изготовлявших изделия на заказ или рынок.
Издавна человечество знало такие ремёсла, как:
- кузнечное дело
- гончарное производство
- плотницкое дело
- столярное ремесло
- портняжное дело
- ткацкое
- прядильное
- скорняжное
- шорное[1]
- пекарное
- сапожное
- печное
- камушный промысел
- кожевенное
- ювелирное

и многие другие.
Уже в древнем мире встречаются зачатки ремесленной деятельности, проявляющейся в обработке известных предметов, большей частью на дому собственника материала и руками рабов. О таком характере ремесленного труда в Греции мы имеем свидетельство Гомера.
При презрении греков к ремесленному труду, признававшемуся недостойным свободного человека, ремесло как постоянная профессиональная деятельность было делом весьма ограниченного контингента лиц, если не считать метэков и рабов, входивших в состав дома (греч. οίκος). Сначала ремесленники работали по одному.
Некоторые ремёсла и в Греции, однако, поднялись на высокую степень, несмотря на применение самых простых орудий и инструментов. С течением времени получили распространение ремёсла не только по предметам роскоши, но и по удовлетворению обыденных потребностей низших классов населения.
Уже в Греции ремесленники испытывали иногда конкуренцию со стороны сравнительно крупных производств, возникающих с середины V-го столетия до н. э. Одинаковый, в общем, характер носит ремесленное производство и в Риме. При существовании обособленных, замкнутых хозяйств, удовлетворявших свои потребности с помощью специализации рабского труда, в Риме не было почвы для развития ремёсел, как свободной профессиональной деятельности; за отсутствием контингента лиц, который бы постоянно нуждался в продуктах чужого труда и имел бы возможность их оплачивать, римские ремесленники, будлер и т. д. и (artifices) должны были пополнять ряды пролетариев. Только при наличии известного имущества, служившего источником доходов (обыкновенно — небольшой земельный участок), ремесленник мог безбедно существовать и в исполнении случайных заказов иметь подсобный заработок. С образованием крупных поместий, поглотивших значительную часть мелких земельных участков, ремесленники, ряды которых главным образом пополнялись вольноотпущенными, должны были искать работу на стороне и исполнять её на дому у заказчика.

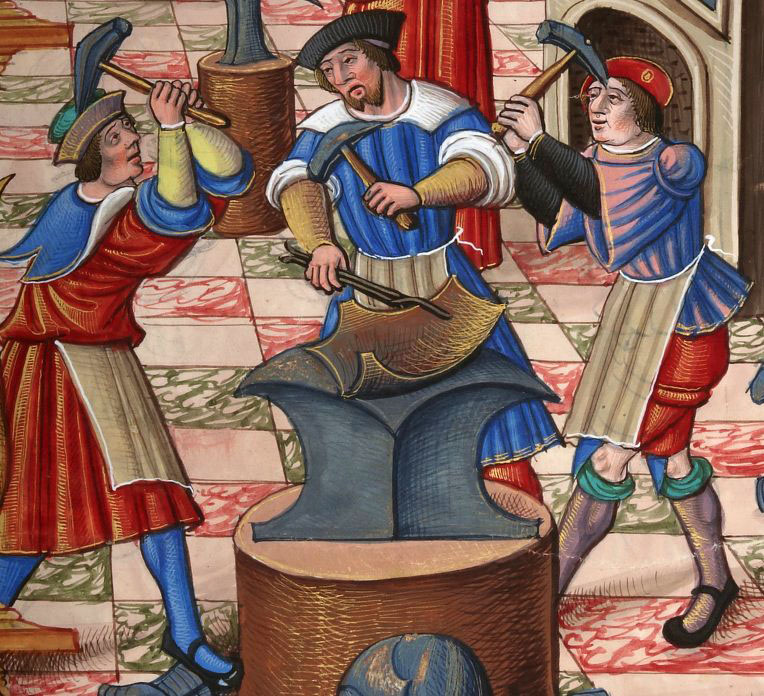
Кузнецы-оружейники. Миниатюра эпохи Позднего Средневековья.

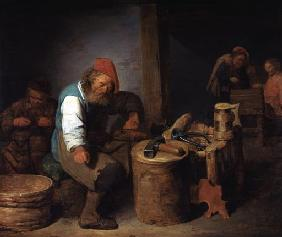
Сапожник с подмастерьями, картина Давида Рейкарта, 1655 год

Становление профессионального ремесла, особенно в городах, привело к возникновению новой сферы производства и нового социального слоя — городских ремесленников. Возникновение развитых форм их организации (цехи), защищавших интересы данного слоя, создало особо благоприятные условия для развития городского ремесла в Средние века. Ведущими отраслями городского ремесла были: сукноделие, производство металлических изделий, изделий из стекла и др. С XII века ремесленники начали приобретать в городах Европы значение самостоятельного промышленного класса. Общее улучшение производственных процессов и технических приемов увеличивало благосостояние этого класса. Личное участие в работах перестало быть непременной обязанностью мастеров; они больше интересовались общественными делами, ограничиваясь надзором за выполнением работ подмастерьями. 
В процессе промышленного переворота (середина XVIII в. — первая половина XIX в.) фабрично-заводская промышленность, основанная на применении машин, вытеснила ремесло. Ремесло (на заказ и на рынок) сохранялось в отраслях, связанных с обслуживанием индивидуальных нужд потребителя или с производством дорогих художественных изделий — гончарное дело, ткачество, художественная резьба и т. д. 
С целью увеличения объёмов производства в какой-либо артели её, эту артель, могли экономически поставить под контроль или приобрести в собственность один или несколько хозяев, и тогда она перерастала в фабрику или в завод. С появлением в каком-либо ремесле всё большего количества сложных и энергоёмких машин и механизмов и, особенно, с привлечением достижений науки, промысел перерастал в промышленность. Наличие сложных и многочисленных машин и механизмов и наукоёмких процессов — именно та грань, за которой кончается промысел и начинается промышленность. Примером здесь может служить превращение в XIX веке в России Иванова, ранее типичной слободы, состоящей, в основном, из ткацких артелей, в город с большим количеством ткацких фабрик. Далее, с большим применением современных, научно обоснованных процессов, Иваново стал центром текстильной промышленности в России. Вот некоторые другие примеры «эволюции» промыслов в промышленность с возрастанием объёмов производства, усложнением и увеличением количества используемого оборудования и с привлечением науки:
- пекарное и мельничное ремесло превратились, каждое в свою часть пищевой промышленности;
- сапожное ремесло превратилось с годами в обувную промышленность;
- ткацкое и прядильное ремёсла вместе родили текстильную промышленность;
- портновское ремесло превратилось в швейную промышленность;
- кузнечное ремесло стало прародителем целого ряда промышленностей, связанных с обработкой металлов.

В России после 1917 года число ремесленников и кустарей резко сократилось, они были объединены в промысловую кооперацию. Сохранились лишь несколько всемирно известных народных художественных промыслов: Гжельская керамика, Дымковская игрушка, Палехская миниатюра, Хохломская роспись и др.

## Ремесленники в современном мире

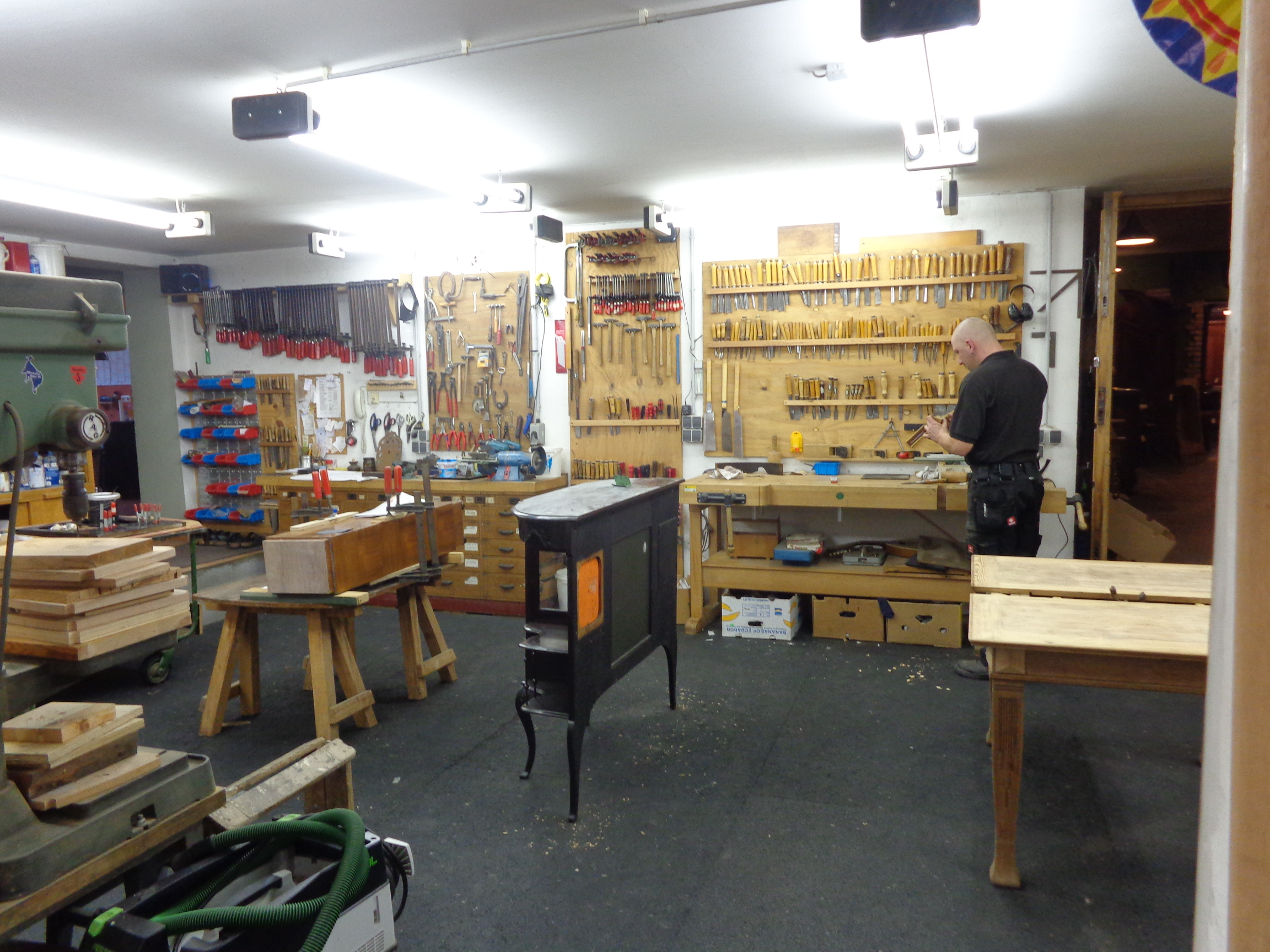
Мастерская столяра в Плау-ам-Зе (Германия)

Промышленная революция и технологические нововведения поставили под угрозу выживание ремесленников. Однако обыденные представления о ремесле, как об устаревшем в современном обществе явлении, обманчивы. И в наше время продолжают появляться новые ремёсла (например, кнопочник — мастер, который может помочь поставить запасную кнопку на одежду, из ремкомплекта купленной вещи взамен сломавшейся, заменит замок на крышке борсетки взамен сломанного, установит массу другой нужной клёпочной фурнитуры для модниц, которую трудно правильно поставить и подобрать в домашних условиях, когда опыта по установке не хватает). 
Ремесленные производства продолжают занимать существенные ниши в пищевой, ювелирной промышленности, в производстве кожаных изделий, в сфере строительства (индивидуально-проектное и коттеджное строительство, обустройство усадеб в сельской местности). Все большим спросом пользуется производство мебели по индивидуальным заказам.
Некоторые ремёсла, появившись, так и остаются на кустарном или полукустарном уровне и не находят промышленного эквивалента в силу своих технологических особенностей (например, вязание рыболовных мушек, производство народных музыкальных инструментов, некоторых кондитерских изделий в национальных кухнях).

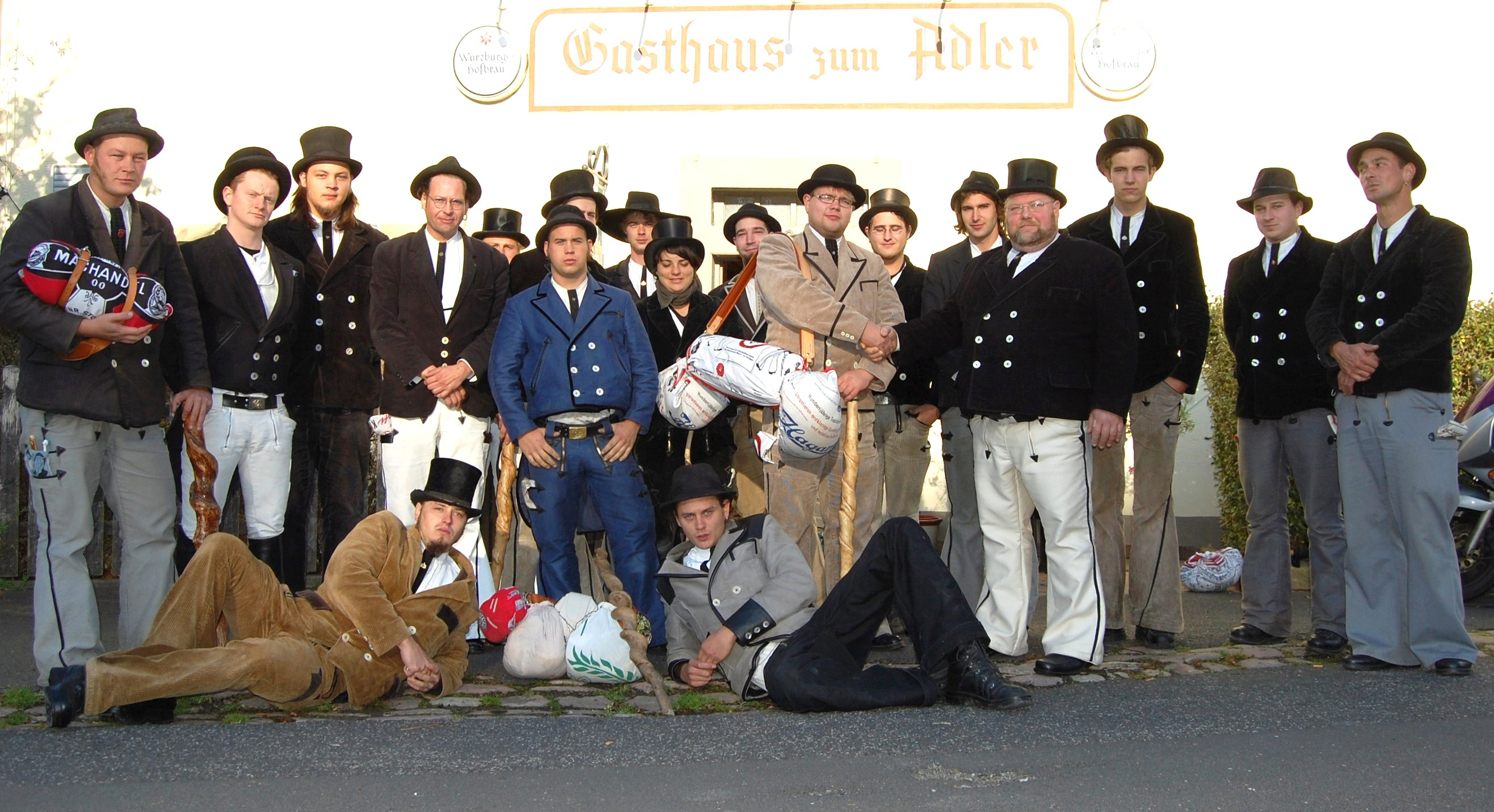
В Германии до сих пор существует традиция странствующих подмастерьев.

Согласно терминологии ЕС, ВТО и ООН, ремесленная деятельность — это вид профессиональной деятельности по производству товаров, работ, оказанию услуг преимущественно потребительского назначения мелкими партиями, штучно, в том числе по индивидуальным заказам, с использованием особых знаний, специальных технологий, навыков, умений, традиций, секретов. Ремесленная деятельность в европейских странах регулируется специальными законами: во Франции — это Кодекс ремесленного производства, в Германии — федеральный закон «О ремесленной деятельности». Институтом защиты интересов ремесленников в этих странах являются ремесленные палаты, являющиеся органами самоуправления ремесленников. Они выдают дипломы ремесленникам, организуют их обучение и профессиональную переподготовку. 
По данным на 2020 год, в Германии почти 12% всех работающих были заняты в сфере ремёсел, во Франции с ремесленным сектором было связано примерно 10% активного несельскохозяйственного населения, в Италии ремесленные предприятия обеспечивали рабочие места для 21% населения страны.
В большей степени ремесло сохранилось в слаборазвитых странах. Однако и здесь происходит его вытеснение фабрично-заводской промышленностью в результате индустриализации этих стран. Сохраняются народно-художественные ремёсла, связанные с обслуживанием туризма и с экспортом.